# HD 67341
HD 67341，又名CD-46 3764，SAO 219400、HR 3179，是一颗恒星，视星等为6.19，位于銀經262.12，銀緯-8.1，其B1900.0坐标为赤經8h 2m 15.2s，赤緯-46° -8.1′ 32″。